# Xenepic Online
Xenepic Online（ゼネピックオンライン、XO）は、韓国のDNC EnterTainmentが開発したMMORPG（多人数参加型オンラインロールプレイングゲーム）である。日本ではキューエンタテインメント株式会社が運営している。
外国版はSecret of the Solstice。

## 概要
- 基本プレイ無料、アイテム課金である。
- ゲーム内容は、魔神が封印された世界を舞台としている。操作するキャラクターは、二次元でかわいらしい格好が魅力となっている。
- 2014年1月22日をもって、サービス終了した。

●　復活したゼネピック　●
　　2020年から Xen Rebirth （ゼンリバース）として非営利プライベートサーバーで復帰した。
　　2025年現在も活発に活動をしており、ゲームマスター主催のイベントや問題の対処なども早い。
　　旧 Xenepic と違い、完全無課金制であらゆるゲーム上のアイテムはドロップなどで手に入る。　
　　国内はもとより、海外のプレーヤーもたくさん在籍。
　　各職業のスキルも幅広く増え、多彩な攻撃守備が可能となった。
　   懐かしい復帰組や新規などで賑わっており、GMの対応も素早い。イベントも開催されており報酬アイテムも盛りだくさん。
　   日本人によるコミュニティーもあるので不安がない。　また海外プレーヤと英語などでコミュニケーションも楽しい。
　   公式サイト Xen Rebirth からゲームのダウンロードができる。　また、Xen Rebirth wiki もある。

## あらすじ
遥か昔、世界には慈愛の女神・ジュレアと闘争の神・プルタンスが存在した。ジュレアはゼネピック大陸を生み出し、そこに多くの生物と彼らが生きるために必要な気候を与え、ゼネピック大陸は、女神に見守られながら美しい世界へと変貌を遂げていった。しかし、ある時、自身の存在意義を見出そうとして、魔神と化したプルタンスによって、ゼネピック大陸に凶悪なモンスターが現れ、ゼネピック大陸に住む生物と戦わねばならなくなった。その状況に介入することが出来ないジュレアは、苦悩の末、自己を分離させ戦いの女神・レルディエプを生み出した。
レルディエプは、モンスターと戦うための使徒として、非力ながらも、協力性と困難を乗り越える力を持つ人間を選んだ。結果、女神と後に英雄と呼ばれる人間の手により、プルタンスは封印されゼネピック大陸には、平和が戻った。それから数百年後、ゼネピック大陸に再びモンスターが現れた。再び襲ってきたプルタンスの脅威に立ち向かえるのは、英雄の子孫達なのだが…。

## 転職システム
全てのプレーヤーは、最初はゼニアンという基本職からスタートすることになる。
転職は、一定レベル（下記参照）に達し、クエストをクリアすることが条件となる。
基本職
ゼニアン
1次転職（転職条件はレベル31以上で、必要なクエストをクリアすること）
戦士系：ファイター、盗賊系：ローグ、弓手系：アーチャー、聖職者系：アコライト、預言者系：プレディクター、魔術師系：マジシャン
2次転職（転職条件はレベル71以上で、必要なクエストをクリアすること）
戦士系：ナイト、盗賊系：ラプター、弓手系：スカウター、聖職者系：クラージ、預言者系：クレリック、魔術師系：メイジ
3次転職（転職条件はレベル101以上で、必要なクエストをクリアすること）
戦士系：パラディン、盗賊系：アサシン、弓手系：サジタリアス、聖職者系：プリースト、預言者：セルロード、魔術師系：ウィザード
4次転職（転職条件はレベル131以上で、必要なクエストをクリアすること）
戦士系：ウォーロード、盗賊系：シャドウ、聖職者系：ビショップ、魔術師系：アークメイジ

## 個人情報の流出
2006年6月に29万件の個人情報の流失が確認された。ゲームで使用可能な500XenepicPointを配布すると発表した。